# Nyctophilus walkeri
Nyctophilus walkeri — вид ссавців родини лиликових. 

## Проживання, поведінка
Країни поширення: Австралія. Цей вид пов'язаний з водотоками через скелясті ділянки і галерейні ліси. 

## Загрози та охорона
Здається, немає серйозних загроз для цього виду. Цей вид був записаний у багатьох охоронних територіях.